# 1572
- Wikisource

| Calendário gregoriano                                                        | 1572 MDLXXII                                         |
| Ab urbe condita                                                              | 2325                                                 |
| Calendário arménio                                                           | 1021 – 1022                                          |
| Calendário bahá'í                                                            | -272 – -271                                          |
| Calendário budista                                                           | 2116                                                 |
| Calendário chinês                                                            | 4268 – 4269 Início a 14 de janeiro (aproximadamente) |
| Calendário copta                                                             | 1288 – 1289                                          |
| Calendário etíope                                                            | 1564 – 1565                                          |
| Calendários hindus - Vikram Samvat - Calendário nacional indiano - Cáli Iuga | 1627 – 1628 1493 – 1494 4672 – 4673                  |
| Calendário Holoceno                                                          | 11572                                                |
| Calendário islâmico                                                          | 980 – 981                                            |
| Calendário judaico                                                           | 5332 – 5333                                          |
| Calendário persa                                                             | 950 – 951                                            |
| Calendário rúnico                                                            | 1822                                                 |
| Calendário solar tailandês                                                   | 2115                                                 |

1572 (MDLXXII, na numeração romana) foi um ano bissexto do Calendário Juliano, da Era de Cristo, e as suas letras dominicais foram F e E (52 semanas), teve início a uma terça-feira e terminou a uma quarta-feira.
| Ano completo                          |
| ------------------------------------- |
| Ano bissexto com início à terça-feira |

## Eventos
- D. Sebastião de Portugal, atendendo a uma exposição da Câmara Municipal de Angra, determinou a construção de dois fortes, um no porto de Pipas e outro nos Fanais, em detrimento do que lhe havia sido proposto erguer na ponta do Monte Brasil, por "pessoas que tinham muita notícia e experiência das obras de fortificação".[1]
- Erupção vulcânica na ilha do Pico, Açores.
- Posse do bispo de Angra, D. Gaspar de Faria, ilha Terceira, Açores.
- Fundação da paróquia de São Bento, num pequeno templo que deu origem à actual Igreja de São Bento, Angra do Heroísmo.
- Elevação a paróquia da Igreja de São Pedro de Angra.

### Março
- 12 de março - É publicado Os Lusíadas obra de poesia épica do escritor português Luís Vaz de Camões, considerada a obra mais importante da literatura de língua portuguesa e é frequentemente comparada à Eneida de Virgílio.

### Maio
- 13 de maio - Eleição do Papa Gregório XIII.

### Agosto
- 18 de agosto - Henrique IV de França casa-se com Margarida de Valois.
- 24 de agosto - Massacre da noite de São Bartolomeu em Paris.

### Setembro
- 13 de setembro - à noite - Uma tempestade destrói a armada de D. Sebastião: (segundo Oliveira Martins) enviada em auxílio de Carlos IX contra os turcos e luteranos; ou (segundo Eduardo Alberto Correia Ribeiro) destinada ir à Índia com o Rei ele mesmo querendo imitar os sucessos militares de D. Luís de Ataíde.

## Nascimentos
- Beato André de Soveral (m. 1645)
- 22 de janeiro - John Donne, poeta metafísico inglês. (m.1631)
- 15 de fevereiro - Michael Praetorius, organista e compositor alemão (m. 1621)
- 4 de julho - Ludwig Jungermann, médico e botânico alemão (m. 1653)

## Mortes
- 2 de março - Mem de Sá, governador-geral do Brasil (n. 1500).
- 1 de maio - São Pio V (n. 1504)
- 24 de agosto - Gaspar II de Coligny, almirante francês e líder huguenote (n. 1519)

## Por tema
- 1572 no Brasil